# Кольонія-Вавжишув
Кольонія-Вавжишув (пол. Kolonia Wawrzyszów) — село в Польщі, у гміні Волянув Радомського повіту Мазовецького воєводства.
Населення — 179 осіб (2011).
У 1975-1998 роках село належало до Радомського воєводства.

## Демографія
Демографічна структура станом на 31 березня 2011 року:
|          | Загалом | Допрацездатний вік | Працездатний вік | Постпрацездатний вік |
| -------- | ------- | ------------------ | ---------------- | -------------------- |
| Чоловіки | 84      | 19                 | 58               | 7                    |
| Жінки    | 95      | 23                 | 50               | 22                   |
| Разом    | 179     | 42                 | 108              | 29                   |